# 往け
「往け」（ゆけ）は、LiSAの楽曲。作詞はLiSA、作曲はAyase、編曲は江口亮が担当した。2021年10月15日にSACRA MUSICから配信リリースされた。
今作は、劇場版「ソードアート・オンライン -プログレッシブ- 星なき夜のアリア」の主題歌に起用されており、映画の公開に先駆けてリリースされた。作曲は音楽ユニット・YOASOBIのコンポーザーであるAyaseが手掛けている。
LiSAが関係する楽曲としては、過去にLiSA×Uru名義でリリースされた「再会（produced by Ayase）」を手掛けていたが、単独でLiSAの楽曲を手掛けるのは今作が初めてとなる。
LiSAがソードアート・オンラインシリーズのテーマ曲を担当するのは、TVアニメ『アリシゼーション編』エンディングテーマ曲に起用された16thシングル「unlasting」以来約2年ぶりとなる。
また、リリース日の10月15日にミュージックビデオが公開された。

## 制作
LiSAは、オファーを受けた際にアニメの制作プロデューサーへ事情を聞いたところ、映画の主題がアスナの成長であり、《アインクラッド》編の「crossing field」で伴走したLiSAに依頼したと説明していた、とナタリーとのインタビューの中で話しており、制作プロデューサーの話を聞いた際は、自分だけがアスナを一方的に家族と思っていたわけではないことを知って非常にうれしかったとも振り返っている。
LiSAは、アスナの成長と全力で向き合うには、「crossing field」とは異なる繊細さや、女性らしさ、しなやかさ、そして筋の通った強さが欲しいと考えており、それを表現できる存在として「再会（produced by Ayase）」に参加したAyaseが思い浮かんだと話している。

## チャート成績
本楽曲は、2021年10月20日公開（集計期間：2021年10月11日～10月17日）のビルボード・ジャパン「Download Songs」にて初動16,548DLを売り上げ、同チャート首位に初登場した。

## テレビ披露
| 番組名                                               | 日付           | 放送局           | 演奏曲              | 出典   |
| ---------------------------------------------------- | -------------- | ---------------- | ------------------- | ------ |
| ミュージック・ステーション 35周年記念4時間スペシャル | 2021年10月15日 | テレビ朝日系     | 「往け」            | [ 12 ] |
| CDTVライブ!ライブ!                                   | 2021年10月25日 | TBS系            | 「往け」            | [ 13 ] |
| バズリズム02                                         | 2021年11月5日  | 日本テレビ系     | 「往け」            | [ 14 ] |
| シブヤノオト                                         | 2021年11月6日  | NHK総合          | 「往け」            | [ 15 ] |
| SONGS OF TOKYO                                       | 2022年11月12日 | NHKワールドJAPAN | 「明け星」 「往け」 | [ 16 ] |